# Musée Whitaker (Motyé)
Le musée Whitaker (Museo Whitaker en italien) est un musée situé à Motyé, en Sicile, qui rassemble des découvertes faites sur le site. Le musée est dédié à son fondateur, Joseph Whitaker, célèbre ornithologue anglais ayant consacré sa fortune à y effectuer des fouilles archéologiques. Il contient aussi des vestiges découverts à Lilybée.

## Collections
- Céramiques.
- Masques à finalité apotropaïque.
- Armes.
- Bijoux.
- Stèles.
- Scarabées.
- Sculptures : deux lions saisissant entre leurs crocs un taureau et le jeune homme de Motyé.

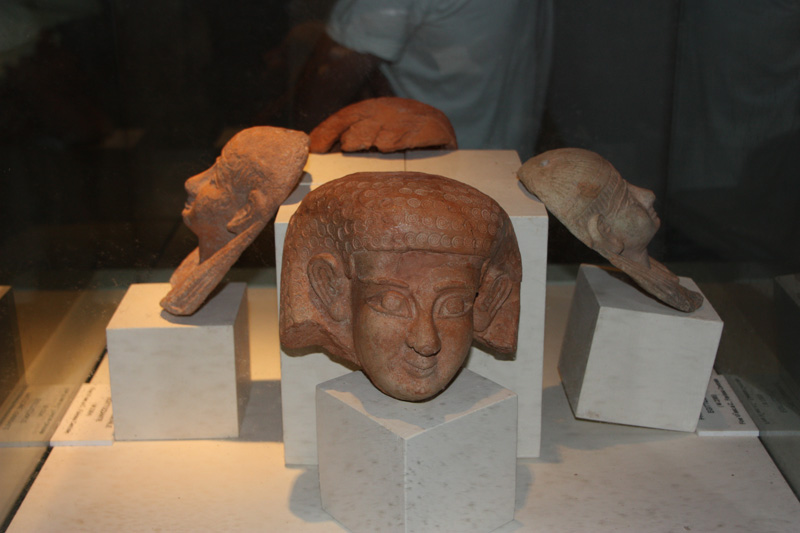
Statuettes égyptisantes
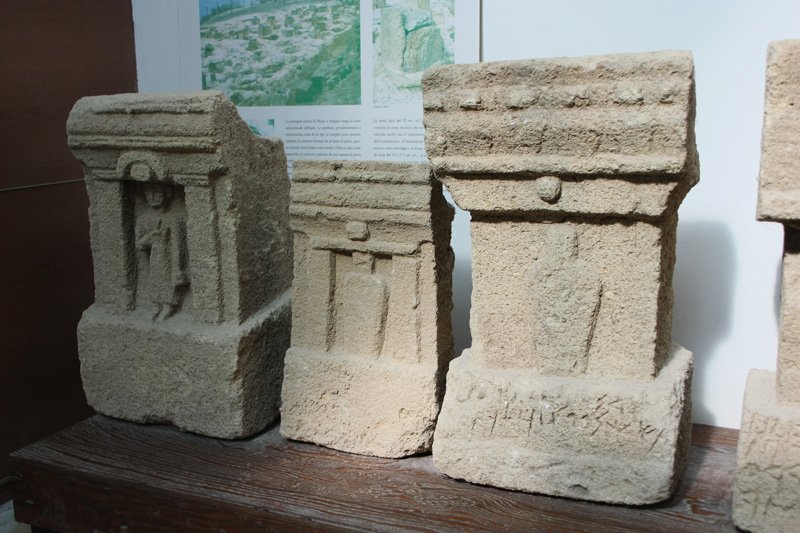
Stèles